# 伊那谷断層帯

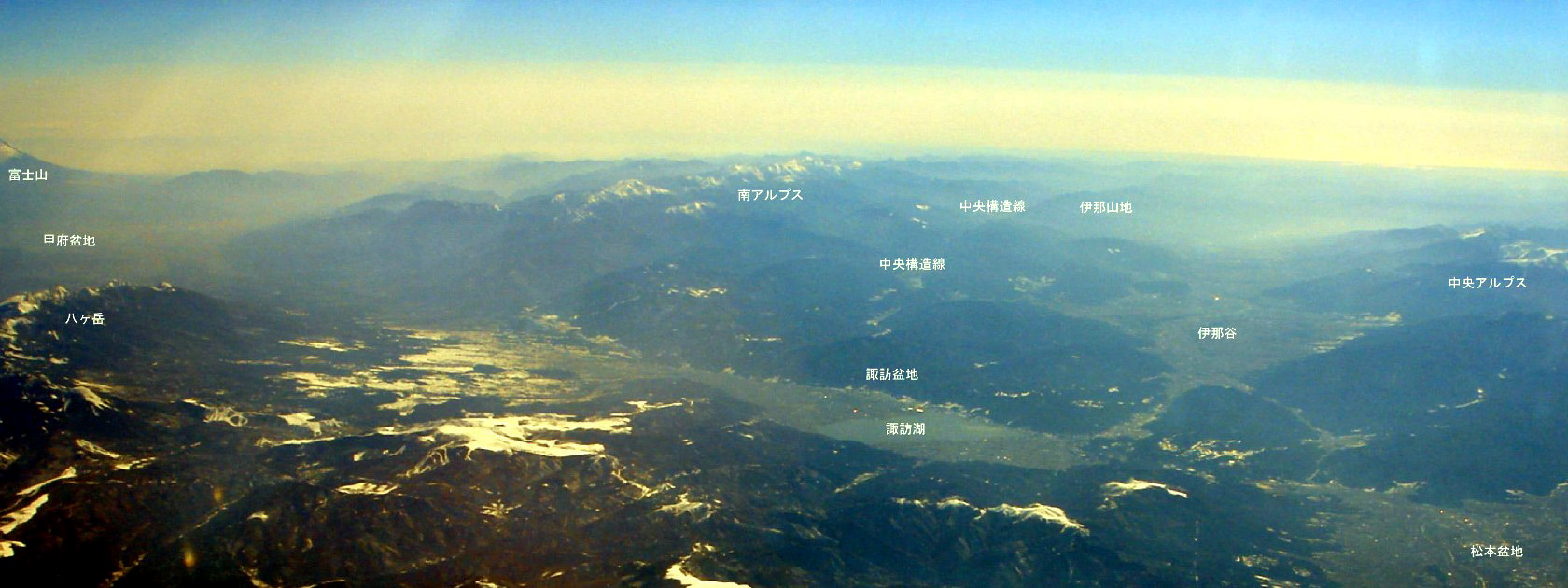
中央構造線と糸魚川静岡構造線が交差する諏訪湖周辺から伊那谷を見る（2007年2月撮影）

伊那谷断層帯（いなだにだんそうたい）は、長野県南部に存在する断層群のこと。
伊那市付近から飯田市付近にかけ北北東から南南西にかけ約60kmにわたって延びており、30〜40度の角度で西に傾斜する逆断層群を形成している。
付近では有史以来大型の地震が記録されていないことから、断層の活動に伴う大地震の危険性が注目されている。

## 断層の評価
- A級活断層の一つに分類されている（分類方法は断層の項目を参照のこと）。
- 過去に地質調査所が、弾性波調査等を実施しており、断層群を形成する一つである岩間断層（西縁の境界部の断層）の最新活動時期を2300〜6000年前、再来間隔は4000〜8000年と推定している。